# Nati nel 1934/Dicembre
| Questa pagina contiene informazioni ricavate automaticamente dalle voci biografiche con l'ausilio del template Bio e di un bot. L'aggiornamento è periodico e automatico e ricostruisce completamente la pagina. Se manca una persona in questa lista, sei pregato di non aggiungerla, ma accertati piuttosto che la sua voce biografica contenga il template Bio e che i dati anagrafici siano correttamente compilati. Se il template Bio manca, inseriscilo tu stesso o, in alternativa, metti l'avviso {{tmp\|Bio}} che ne segnala la mancanza. Se i dati riportati sono sbagliati, correggi direttamente la voce biografica; le modifiche saranno visibili in questa lista entro pochi giorni. Per chiarimenti vedi il progetto biografie. La lista contiene solo le 179 persone che sono citate nell'enciclopedia e per le quali è stato implementato correttamente il template Bio. Pagina aggiornata al 26 lug 2025. |

- 1º dicembre - Billy Paul, cantante statunitense († 2016)
- 1º dicembre - Guido Rossa, operaio e sindacalista italiano († 1979)
- 1º dicembre - Otto Schoch, avvocato e politico svizzero († 2013)
- 2 dicembre - Tarcisio Bertone, cardinale, arcivescovo cattolico e teologo italiano
- 2 dicembre - Marisa Dalai Emiliani, storica dell'arte e critica d'arte italiana
- 2 dicembre - Dmitrij Ljulin, ex schermidore sovietico
- 3 dicembre - Orazio Gavioli, giornalista italiano († 1997)
- 3 dicembre - Viktor Vasil'evič Gorbatko, cosmonauta sovietico († 2017)
- 3 dicembre - Abimael Guzmán, terrorista peruviano († 2021)
- 3 dicembre - Enrico Larini, ex calciatore italiano
- 3 dicembre - Orville Trask, giocatore di football americano statunitense († 2008)
- 4 dicembre - Luciano Anselmi, scrittore e giornalista italiano († 1996)
- 4 dicembre - Victor French, attore statunitense († 1989)
- 4 dicembre - Matjaž Klopčič, regista cinematografico e sceneggiatore sloveno († 2007)
- 4 dicembre - Severino Morlin, scultore, pittore e ceramista italiano († 2024)
- 4 dicembre - Riccardo Tommasi Ferroni, pittore e incisore italiano († 2000)
- 5 dicembre - Hassan Akesbi, calciatore marocchino († 2024)
- 5 dicembre - Giuseppe Calzolari, calciatore italiano († 2005)
- 5 dicembre - Art Davis, contrabbassista statunitense († 2007)
- 5 dicembre - Joan Didion, giornalista, scrittrice e saggista statunitense († 2021)
- 5 dicembre - Fayza Ahmed, cantante e attrice siriana († 1983)
- 5 dicembre - Luigi Foti, politico italiano († 2021)
- 5 dicembre - Ingvar Hirdwall, attore svedese († 2023)
- 5 dicembre - Aldo Lado, regista, sceneggiatore e scrittore italiano († 2023)
- 5 dicembre - Julius Wess, fisico austriaco († 2007)
- 6 dicembre - Nick Bockwinkel, wrestler e attore statunitense († 2015)
- 6 dicembre - Max Onorari, musicista e pianista italiano
- 6 dicembre - Jimmy Smith, cestista e attivista statunitense († 2002)
- 7 dicembre - João Gonçalves Filho, nuotatore e pallanuotista brasiliano († 2010)
- 7 dicembre - Roberto Magari, matematico e logico italiano († 1994)
- 7 dicembre - Frank Isaac País García, rivoluzionario cubano († 1957)
- 7 dicembre - Luigi Petrini, regista e sceneggiatore italiano († 2010)
- 7 dicembre - Augusto Rezzonico, politico e dirigente d'azienda italiano († 2025)
- 7 dicembre - Masami Tanabu, politico, hockeista su ghiaccio e allenatore di hockey su ghiaccio giapponese († 2025)
- 8 dicembre - Alisa Brunovna Frejndlich, attrice sovietica
- 8 dicembre - Michel Kayoya, presbitero, poeta e filosofo burundese († 1972)
- 8 dicembre - Eloy Gutiérrez Menoyo, rivoluzionario e guerrigliero spagnolo († 2012)
- 8 dicembre - Enzo Ragazzini, fotografo italiano
- 8 dicembre - Jacques Sadoul, scrittore e curatore editoriale francese († 2013)
- 9 dicembre - Judi Dench, attrice britannica
- 9 dicembre - Raffaele Iacovino, scrittore e storico italiano († 1999)
- 9 dicembre - Lorraine MacGuire, cestista australiana († 2021)
- 9 dicembre - Naoki Miyamoto, goista giapponese († 2012)
- 9 dicembre - Ottó Temesvári, ex cestista ungherese
- 9 dicembre - Leonid Volkov, hockeista su ghiaccio sovietico († 1995)
- 9 dicembre - Wayne Weiler, pilota automobilistico statunitense († 2005)
- 9 dicembre - Junior Wells, armonicista statunitense († 1998)
- 10 dicembre - Gerhard Kubik, etnomusicologo austriaco
- 10 dicembre - Consuelo Nouel, modella venezuelana († 2018)
- 10 dicembre - Corrado Simioni, attivista italiano († 2008)
- 10 dicembre - Howard Martin Temin, virologo statunitense († 1994)
- 10 dicembre - Renato Volpini, pittore, scultore e incisore italiano († 2017)
- 11 dicembre - Renato Padovan, cestista italiano († 2017)
- 11 dicembre - Del Shofner, giocatore di football americano statunitense († 2020)
- 12 dicembre - Renato Cayetano, politico, conduttore televisivo e avvocato filippino († 2003)
- 12 dicembre - Kaya Köstepen, calciatore turco († 2011)
- 12 dicembre - Hilla Limann, politico ghanese († 1988)
- 12 dicembre - José Lothario, wrestler messicano († 2018)
- 12 dicembre - Miguel de la Madrid, politico messicano († 2012)
- 12 dicembre - Richard Laurence Marquette, serial killer statunitense
- 12 dicembre - Ramón Marsal, calciatore spagnolo († 2007)
- 12 dicembre - Gian Franco Reverberi, compositore italiano († 2024)
- 13 dicembre - Dave Burgess, chitarrista, cantante e compositore statunitense
- 13 dicembre - Richard D. Zanuck, produttore cinematografico statunitense († 2012)
- 14 dicembre - Antonio Belloni, avvocato e politico italiano
- 14 dicembre - Shyam Benegal, regista e sceneggiatore indiano († 2024)
- 14 dicembre - Marilyn Cooper, attrice e cantante statunitense († 2009)
- 14 dicembre - Franco Marzilli, ceramista, scultore e pittore italiano († 2010)
- 14 dicembre - Elin Ortiz, attore, comico e produttore cinematografico portoricano († 2016)
- 14 dicembre - Ružica Sokić, attrice e scrittrice serba († 2013)
- 15 dicembre - Mohammed Farah Aidid, politico e generale somalo († 1996)
- 15 dicembre - Curtis Fuller, trombonista statunitense († 2021)
- 15 dicembre - Rajna Kabaivanska, soprano bulgaro
- 15 dicembre - Elisa Montés, attrice spagnola († 2024)
- 15 dicembre - Anna Ortobelli, cestista italiana († 2008)
- 15 dicembre - Conrad Rooks, regista, sceneggiatore e attore statunitense († 2011)
- 15 dicembre - Stanislaŭ Šuškevič, politico, fisico e matematico bielorusso († 2022)
- 15 dicembre - Abdullahi Yusuf Ahmed, politico e militare somalo († 2012)
- 15 dicembre - William Álvarez, tennista e allenatore di tennis colombiano († 2022)
- 16 dicembre - Nobuyuki Aihara, ginnasta giapponese († 2013)
- 16 dicembre - Victor Garcia, regista teatrale argentino († 1982)
- 16 dicembre - Rodolfo Llinás, neuroscienziato colombiano
- 16 dicembre - Silvio Prandoni, medico e missionario italiano
- 16 dicembre - Mario Zanforlin, psicologo e etologo italiano († 2016)
- 17 dicembre - Mariella Adani, soprano italiano
- 17 dicembre - Oleg Golovanov, canottiere sovietico († 2019)
- 17 dicembre - Fortunato Manca, pugile italiano († 2008)
- 17 dicembre - Ray Wilson, calciatore e allenatore di calcio inglese († 2018)
- 18 dicembre - Colin Baker, calciatore gallese († 2021)
- 18 dicembre - Richard Bingham, VII conte di Lucan, nobile britannico
- 18 dicembre - Luigi Brotto, calciatore italiano († 2024)
- 18 dicembre - Martín Jiménez, cestista portoricano († 1996)
- 18 dicembre - Yoshinobu Nishizaki, animatore e fumettista giapponese († 2010)
- 18 dicembre - Jim Parker, compositore britannico († 2023)
- 18 dicembre - Boris Valentinovič Volynov, cosmonauta sovietico
- 19 dicembre - Aki Aleong, attore trinidadiano († 2025)
- 19 dicembre - Rudi Carrell, cantante e showman olandese († 2006)
- 19 dicembre - Al Kaline, giocatore di baseball statunitense († 2020)
- 19 dicembre - Antonio Mazzone, politico italiano († 2022)
- 19 dicembre - Pratibha Patil, politica indiana
- 19 dicembre - László Pál, ex calciatore ungherese
- 19 dicembre - Ignacio Pérez, calciatore colombiano († 2009)
- 20 dicembre - Marion Blumenthal Lazan, scrittrice tedesca
- 20 dicembre - Julius Riyadi Darmaatmadja, cardinale e arcivescovo cattolico indonesiano
- 20 dicembre - Julio San Lorenzo, calciatore argentino († 2016)
- 21 dicembre - Eugenio Binini, vescovo cattolico italiano
- 21 dicembre - Salvu Bonnici, calciatore maltese († 2015)
- 21 dicembre - Denis Buican, biologo, filosofo e storico francese
- 21 dicembre - Hank Crawford, sassofonista, arrangiatore e compositore statunitense († 2009)
- 21 dicembre - Lars Helgöstam, ex cestista svedese
- 21 dicembre - Giuseppina Leone, ex velocista italiana
- 21 dicembre - Ole Madsen, calciatore danese († 2006)
- 21 dicembre - Giulia Niccolai, poetessa, scrittrice e traduttrice italiana († 2021)
- 21 dicembre - Tarmo Oja, astronomo svedese († 2024)
- 22 dicembre - Pierre Dalle Nogare, romanziere e poeta francese († 1984)
- 22 dicembre - Oskar Kohlhauser, calciatore austriaco († 2019)
- 22 dicembre - David Pearson, pilota automobilistico statunitense († 2018)
- 22 dicembre - Aldo Rosselli, scrittore italiano († 2013)
- 22 dicembre - Ruggero Savinio, pittore e scrittore italiano († 2025)
- 22 dicembre - Christian Wägli, mezzofondista e velocista svizzero († 2019)
- 23 dicembre - Antonio Ciancio, politico italiano
- 23 dicembre - Claudio Scimone, direttore d'orchestra italiano († 2018)
- 23 dicembre - Settela Steinbach, olandese († 1944)
- 24 dicembre - Enrique Dussel, scrittore e filosofo argentino († 2023)
- 24 dicembre - Ettore Frangipane, giornalista, disegnatore e scrittore italiano
- 24 dicembre - Stjepan Mesić, politico croato
- 25 dicembre - John Ashley, attore e produttore cinematografico statunitense († 1997)
- 25 dicembre - Giancarlo Baghetti, pilota automobilistico e giornalista italiano († 1995)
- 25 dicembre - Stojčo Vasilev Breskovski, paleontologo bulgaro († 2004)
- 25 dicembre - Ernesto Brunetta, storico, scrittore e politico italiano
- 25 dicembre - Noël Delaquis, vescovo cattolico, teologo e avvocato canadese
- 25 dicembre - Gerald D. Griffin, ingegnere aeronautico statunitense
- 25 dicembre - Wolfgang von und zu Liechtenstein, diplomatico liechtensteinese
- 25 dicembre - Bob Martinez, politico statunitense
- 25 dicembre - Nelson Nieves, schermidore venezuelano († 2021)
- 26 dicembre - Antonio Del Prete, politico italiano († 2022)
- 26 dicembre - Sonya Klopfer, ex pattinatrice artistica su ghiaccio statunitense
- 26 dicembre - Lin Dai, attrice cinese († 1964)
- 26 dicembre - Martín Pando, calciatore e allenatore di calcio argentino († 2021)
- 26 dicembre - Otello Profazio, cantautore e cantastorie italiano († 2023)
- 26 dicembre - Richard Swinburne, filosofo, teologo e educatore britannico
- 26 dicembre - Dolores Wettach, modella e attrice svizzera
- 27 dicembre - Georg Auerbacher, pilota motociclistico tedesco († 2007)
- 27 dicembre - Aidan Chambers, scrittore e editore britannico († 2025)
- 27 dicembre - Isaac Karabtchevsky, direttore d'orchestra brasiliano
- 27 dicembre - Dario Lanzardo, fotografo e scrittore italiano († 2011)
- 27 dicembre - Larisa Latynina, ex ginnasta sovietica
- 27 dicembre - Giorgio Marinucci, giurista italiano († 2013)
- 27 dicembre - Pat Moss, pilota di rally inglese († 2008)
- 27 dicembre - Juan Ángel Romero, calciatore paraguaiano († 2009)
- 27 dicembre - Nikolaj Sličenko, cantante e attore russo († 2021)
- 27 dicembre - Vanja Vojnova, cestista bulgara († 1993)
- 28 dicembre - Juan Benegas, calciatore spagnolo († 2006)
- 28 dicembre - Zohra Drif, avvocata algerina
- 28 dicembre - Herb Gardner, commediografo statunitense († 2003)
- 28 dicembre - Alasdair Gray, scrittore, grafico e illustratore scozzese († 2019)
- 28 dicembre - Yūjirō Ishihara, attore e cantante giapponese († 1987)
- 28 dicembre - Paulin Obame-Nguema, politico gabonese († 2023)
- 28 dicembre - Virginio Pizzali, pistard e ciclista su strada italiano († 2021)
- 28 dicembre - Maggie Smith, attrice britannica († 2024)
- 28 dicembre - David Warrilow, attore britannico († 1995)
- 29 dicembre - Camillo Bazzoni, regista e direttore della fotografia italiano († 2020)
- 29 dicembre - Forough Farrokhzad, poetessa e regista iraniana († 1967)
- 29 dicembre - Ed Flanders, attore statunitense († 1995)
- 29 dicembre - Rodolfo Kuhn, regista, sceneggiatore e produttore cinematografico argentino († 1987)
- 29 dicembre - Carlo Maria Maggi, terrorista italiano († 2018)
- 29 dicembre - Vladimir Safronov, pugile sovietico († 1979)
- 29 dicembre - Valentina Stenina, ex pattinatrice di velocità su ghiaccio sovietica
- 30 dicembre - Joseph Bologna, attore, sceneggiatore e regista statunitense († 2017)
- 30 dicembre - Colin Booth, calciatore inglese († 2025)
- 30 dicembre - Fred Lorenzen, pilota automobilistico statunitense († 2024)
- 30 dicembre - António Morais, allenatore di calcio e calciatore portoghese († 1989)
- 30 dicembre - Ole Gunnar Petersen, ex velista danese
- 30 dicembre - Del Shannon, cantautore e produttore discografico statunitense († 1990)
- 30 dicembre - Russ Tamblyn, attore e ballerino statunitense
- 30 dicembre - Lino Toffolo, attore, cantautore e cabarettista italiano († 2016)
- 30 dicembre - Lucio Toth, politico italiano († 2017)
- 31 dicembre - Douglas Blubaugh, lottatore statunitense († 2011)
- 31 dicembre - Anna Longhi, attrice e opinionista italiana († 2011)